# Grovyle
Grovyle (japanski: ジュプトル Juputoru) jedan je od 1025 fiktivnih vrsta Pokémona iz medijske franšize Pokémon, skupa Pokémon videoigara, animiranih serija, manga stripova, knjiga, igraćih karata i drugih medija kojima je tvorac Satoshi Tajiri. Svrha je Grovylea u videoigrama, animiranoj seriji i manga stripovima, kao i svrha ostalih Pokémona, borba s divljim Pokémonima – neukroćenim stvorenjima koje igrači i likovi pronalaze dok kreću na razne avanture – i pripitomljenim Pokémonima drugih Pokémon trenera.
Grovyleovo ime vjerojatno dolazi od kombinacije riječi "grove" = mlada šuma, i "reptile" = gmaz. "Gro" u njegovu imenu također bi moglo dolaziti od engleske riječi "grow" = rasti, što označava lišće što raste iz njegovog tijela te činjenicu da je Pokémon 1. Stupnja. Njegovo japansko ime, Juputoru kombinacija je riječi "jūmoku" = sjenica u vrtu, i "raputoru", što je skraćeno od Velociraptor.

## Biološke karakteristike
Grovyle je zeleni gušter-Pokémon s ružičastim trbuhom preko kojeg prelazi zelena linija blizu struka, koja nalikuje na remen. Dugačko lišće izlazi iz njegovih ručnih zglobova, vrha tjemena i iz njegova stražnjeg dijela tijela. Grovyle i dalje nalikuje na gekona, ali i na dinosaura Velociraptora, koji je postao poznat po filmu Jurassic Park.
Lišće koje raste iz Grovyleova tijela, kao i njegova zelena boja tijela, daju mu izvrsnu kamuflažu u njegovom prirodnom staništu, šumama i džungli.
Čak i ako je zamijećen, Grovyle se ne mora previše potruditi da bi pobjegao opasnosti. Njegovi snažni bedreni mišići čine ga veoma spretnim u penjanju na drveće i skakanju s grane na granu te on munjevito nestaje u šumi prije nego što ga itko uspije uhvatiti.

## U videoigrama
Jedan od dosljednih aspekata svih Pokémon igara – od Pokémon Red i Blue za Nintendo Game Boy, do igara Pokémon Diamond i Pearl za Nintendo DS konzole – izbor je tri različita Pokémona na početku igračeve avanture; ta tri Pokémona etiketirana su kao Početni (ili starter) Pokémoni. Igrač može birati između Vodenog, Vatrenog ili Travnatog Pokémona, autohtonog za to područje; iznimka od ovog pravila je Pokémon Yellow (remake verzija prvotnih igara koja prati priču Pokémon animirane serije), gdje igrač dobiva Pikachua, Električnog miša, poznatog po tome što je maskota Pokémon medijske franšize.
Grovyle je u Pokémon videoigrama poznat po tome što se razvija iz jednog od tri vrste Pokémona koje igrač može birati na početku njihovog putovanja u Pokémon Ruby, Pokémon Sapphire i Pokémon Emerald. Igrači mogu početi s Treeckom, koji se zatim razvija u Grovylea na 16. razini, a onda u Sceptilea na 36. razini.
Najviši su Grovyleovi faktori Speed i Special Attack, dok ga njegovi niski HP i Defense čine krhkim Pokémonom, pogotovo protiv fizičkih napada. Grovyle može naučiti veoma moćne Travnate napade kao što su Lisnata oštrica (Leaf Blade), njegov potpisni napad, koji nijedan drugi Pokémon ne može naučiti, i Sunčevu zraku (Solar Beam). Što se tiče drugih Special napada, može naučiti Mračne i Zmaj-tehnike. 

## U animiranoj seriji
Grovyle je prvi put prikazan u epizodi 317, gdje je pomagao treneru u čuvanju polja prepunih Watmel bobica te se borio s Ashovim Treeckom, pomažući mu da usavrši tehniku Sjemenog metka (Bullet Seed).
Ashov Treecko razvio se u Grovylea u epizodi 342. Njegova se osobnost nije mnogo promijenila; Grovyle je i dalje ostao samotnjak kao što je Treecko bio te i dalje obožava izazove i borbu. Ostala mu je navika da nosi grančicu u svojim ustima, samo što je ovaj put veća od one koju je imao kao Treecko. Kada se Ash vratio u Kanto regiju da bi sudjelovao u Battle Frontier izazovu, Grovyle je bio jedan od Pokémona koje je uzeo sa sobom. Ash je nastavio koristiti Grovylea u borbama do njegove evolucije u Sceptilea.